# 新兴市场
新兴市场（英語：Emerging Markets）或称新兴经济体，是一个相对于已开发国家的“成熟市场”而言，人均年收入處於中下等水平，資本市場不發達、股票市場價值只占GDP很小部分，工業化程度不高的國家或地區，有一定的工业基础及一定程度上规范的商业市场机制。

## 國家列表

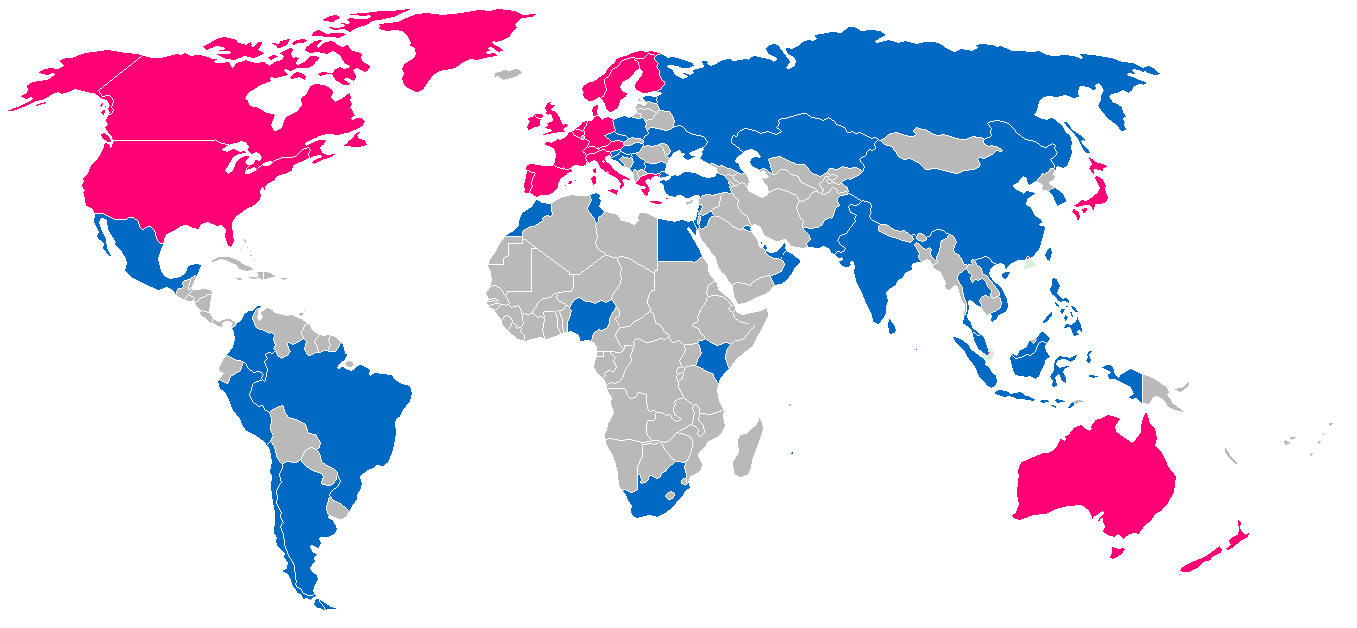
摩根士丹利世界国家索引 源引自摩根士丹利资本国际 2006
新兴市场
成熟市场

列出一个十分精确的的新兴市场国家的名单并不是那么容易，目前最好的指南主要是一些投资信息资源如《全球新兴市场商业资讯》，《经济学人》或者市场指数專家（如摩根士丹利资本国际公司）。虽然，这些资源消息灵通并提供中立的信息，但是投资信息资源的本质性质仍旧可能会引起两个问题。一个是内容的史实性；一些国家通过发展已经越过新兴市场阶段，但出于连续性的考虑这些国家仍旧列于市场索引之内。这方面的例子如韩国和捷克共和国。二是制作索引时固有的简化问题；小国家，或是市场流动性有限的国家通常不被考虑在内，替而代之的是他们较大的邻国。一些潜在的规模较小的新兴市场没有被列出来，包括：欧洲的爱沙尼亚、拉脱维亚、立陶宛、斯洛伐克、羅馬尼亞；美洲的哥斯达黎加、巴拿马、多明尼加、乌拉圭和委内瑞拉。中東的沙烏地阿拉伯。
截至2024年，美国哥伦比亚大学维尔可持续性国际投资中心将以下经济体列为其“新兴市场跨国公司”项目观察列表：
- 阿根廷
- 巴西
- 智利
- 中华人民共和国
- 匈牙利
- 印度
- 以色列
- 墨西哥
- 波蘭
- 俄羅斯
- 斯洛維尼亞
- 南非
- 臺灣
- 土耳其
- 阿联酋

截至2024年，摩根士丹利新兴市场索引中列出的国家和地区包括： 
- 巴西
- 智利
- 中华人民共和国
- 哥伦比亚
- 捷克
- 埃及
- 希腊
- 匈牙利
- 印度尼西亞
- 印度
- 科威特
- 马来西亚
- 墨西哥
- 秘魯
- 菲律賓
- 波蘭
- 沙烏地阿拉伯
- 南非
- 臺灣
- 泰國
- 土耳其
- 阿联酋

《经济学人》给出的列表与以上相比基本一致，除了将 香港及 新加坡列在其中（MSCI视為成熟市场）。